# Museo Diocesano (Catania)

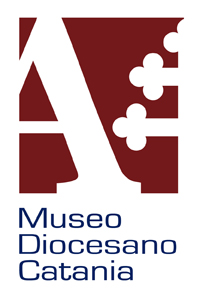
Logo des Museo Diocesano in Catania

Das Museo Diocesano (Diözesanmuseum) ist ein Museum in Catania. 
Es befindet sich seit 2001 in dem auf der Südseite der Piazza del Duomo gelegenen Seminario dei Chierici (Priesterseminar), das im 18. Jahrhundert erbaut wurde. Es besitzt eine massive Fassade, die von Lisenen eingerahmt und mit eng gesetzten Kragsteinen versehen ist. Es hat dekorierte Fenster und Portale sowie Balkone mit figurengeschmückten Konsolen. 
Zu besichtigen sind auch die Terme Achilliane, eine Thermenanlage aus römischer Zeit, die sich unter dem Museum, der Kathedrale und dem benachbarten Palazzo Senatorio erstrecken.